# 小野田由紀子
小野田 由紀子（おのだ ゆきこ、1963年2月5日 - ）は、静岡県出身の女優、ナレーター。身長168cm。体重53kg。血液型はB型。ミズキ事務所を経て、瀬島事務所に所属後、再び移籍しており、現在はスターダス・２１に所属している。法政大学文学部卒。

## 出演作品

### 映画
- 真夜中過ぎでなく（1987年）
- 乙女物語 あぶないシックスティーン（1990年）
- 棒の哀しみ（1994年）
- たどんとちくわ（1998年） - 書店女店長 役
- 埋もれ木（2005年）
- 星に語りて～Starry Sky～（2018年） - みち子の母 役

### テレビドラマ
- 刑事・鬼貫八郎6
- 結婚専科30
- 超光戦士シャンゼリオン 第27話「朱美リターンズ!」（1996年） - 婦長 役
- 天才てれびくん・ミステリーの館（切符係）
- 泣かないでママ
- 盗まれた情事
- はぐれ刑事純情派9
- 瞼の母殺人事件
- 夢用絵の具（林瑶子）
- 特捜9 Season5 第7話（2022年5月18日、テレビ朝日）- 西夏子 役
- 石子と羽男-そんなコトで訴えます?-（2022年） - 羽根岡瞳 役

### バラエティ
- くりぃむナントカ
- 虹色定期便

### Vシネマ
- 平成恋愛大図鑑 土下座物語（1991年）
- 欲望だけが愛を殺す

### 舞台
- 玄丹お加代
- 細雪
- 山月記
- 詩と音楽の時
- スーホの白い馬
- NEWSNEWS -ニュースは何を伝えたか-
- 場所と思い出
- パパのデモクラシー
- 100万回生きた猫
- 止むに止まれず

### CM
- ウィスパー（ナレーション）
- エスビー食品・とろけるシチュー（ナレーション）
- サイエンスダイエット（ナレーション）
- 地震保険（ナレーション）
- 積水ハウス
- ニベア花王 リベーヌナチュール
- 日本メナード化粧品
- ミツカン・ポン酢（ナレーション）
- 三菱・ディオン

### VP
- 協和発酵キリン
- 国勢調査
- 東京都庁
- 法務省

### ラジオドラマ
- 青春アドベンチャー
  - アドリア海の復讐
  - 砂の上の雲
  - モンテ・クリスト伯
- ブラック・ジャック